# Crownthorpe
Crownthorpe – osada w Anglii, w hrabstwie Norfolk. Leży 3,6 km od miasta Wymondham, 15,8 km od Norwich i 143,2 km od Londynu.
W 1931 roku civil parish liczyła 62 mieszkańców. Crownthorpe jest wspomniane w Domesday Book (1086) jako Congrethorp/Cronkethor.